# UD Las Palmas
Unión Deportiva Las Palmas, S.A.D. este un club de fotbal spaniol din Las Palmas de Gran Canaria, comunitatea autonomă Insulele Canare. Clubul a fost fondat pe 22 august 1949 și în prezent evoluează în Segunda División. Stadionul de casă al echipei este Estadio de Gran Canaria, cu o capacitate de 31.250 locuri.

## Lotul actual
Conform site-ului oficial:www.udlaspalmas.es Arhivat în 17 august 2013, la Wayback Machine. and www.lfp.es
La 30 iulie 2025.
| Nr. |         | Poziție | Jucător                                       |
| --- | ------- | ------- | --------------------------------------------- |
| 1   | Croația | P       | Dinko Horkaš                                  |
| 2   | Spania  | F       | Marvin Park                                   |
| 3   | Spania  | F       | Mika Mármol                                   |
| 4   | Spania  | F       | Álex Suárez (al 3-lea căpitan)                |
| 5   | Spania  | F       | Juanma Herzog                                 |
| 6   | Spania  | F       | Sergio Barcia (împrumutat de la Legia Warsaw) |
| 7   | Spania  | A       | Pejiño                                        |
| 8   | Spania  | F       | Enrique Clemente                              |
| 9   | Uruguay | M       | Jeremía Recoba                                |
| 10  | Guineea | A       | Sory Kaba                                     |
| 11  | Spania  | A       | Marc Cardona                                  |
| 12  | Franța  | M       | Enzo Loiodice                                 |
| 13  | Spania  | P       | Adrián Suárez                                 |
| 14  | Spania  | M       | Manu Fuster                                   |

| Nr. |           | Poziție | Jucător                                        |
| --- | --------- | ------- | ---------------------------------------------- |
| 15  | Panama    | M       | Edward Cedeño                                  |
| 16  | Italia    | M       | Lorenzo Amatucci (împrumutat de la Fiorentina) |
| 17  | Spania    | A       | Jaime Mata                                     |
| 18  | Spania    | M       | Viti Rozada                                    |
| 19  | Spania    | A       | Sandro Ramírez (vice-căpitan)                  |
| 20  | Spania    | M       | Kirian Rodríguez (căpitan)                     |
| 21  | Spania    | M       | Jonathan Viera                                 |
| 22  | Spania    | A       | Ale García                                     |
| 23  | Spania    | M       | Iván Gil                                       |
| 24  | Spania    | F       | Cristian Gutiérrez                             |
| 29  | Spania    | A       | Adam Arvelo                                    |
| 30  | Argentina | P       | Álvaro Killane                                 |
|     | Spania    | A       | Jesé                                           |

### Împrumutați
| Nr. |                  | Poziție | Jucător                                             |
| --- | ---------------- | ------- | --------------------------------------------------- |
|     | Coasta de Fildeș | M       | Aboubacar Bassinga (at Ceuta până pe 30 iunie 2026) |
|     | Camerun          | A       | Iván Cédric (at Vanspor până pe 30 iunie 2026)      |

## Palmares
- Segunda División: 1953–54, 1963–64, 1984–85, 1999–2000
- Segunda División B: 1992–93, 1995–96
- Copa del Rey: Finalist 1977–78